# Шагулыев, Назаргулы Шагулыевич
Назаргулы Шагулыевич Шагулыев (туркм. Nazarguly Şagulyýewiç Şagulyýew; род. 1959, с. Багир, Туркменская ССР, СССР) — туркменский политический деятель, посол Туркменистана в Белоруссии и Литве по совместительству.

## Биография
Родился в 1959 году в селе Багир Ашхабадской области Туркменской ССР.
В 2000—2004 годах временно исполнял обязанности заместителя хякима Азатлыкского этрапа города Ашхабада.
С 2004 по 2006 год — главный инженер Национального комитета по гидрометеорологии при Кабинете министров Туркменистана.
В 2006 году назначен председателем Национального комитета по гидрометеорологии при Кабинете министров Туркменистана.
На должность заместителя председателя Кабинета министров назначен 24 августа 2007 года. Представлял Туркменистан на саммитах СНГ, в 2010 году в Москве, в мае 2011 года, в Минске, а также в октябре 2011 года в Санкт-Петербурге и 20 декабря в Москве.
21 февраля 2012 года лишился своего поста в новом правительстве.
20 апреля назначен послом Туркменистана в Саудовской Аравии, другим указом президента Туркменистана ему был присвоен дипломатический ранг Чрезвычайного и Полномочного Посла. 17 августа 2012 года одновременно назначен Постоянным представителем Туркменистана при Организации Исламского Сотрудничества. 22 сентября 2013 года одновременно назначен послом в Государстве Кувейт, с 7 июля 2014 года одновременно назначен послом в Королевстве Бахрейн.
5 марта 2015 года назначен Чрезвычайным и Полномочным послом Туркменистана в Белоруссии, Постоянным полномочным представителем Туркменистана при уставных и других органах СНГ. 15 февраля 2016 года назначен одновременно Чрезвычайным и Полномочным послом Туркменистана в Литовской Республике.

### Образование
В 1980 году окончил Туркменский сельскохозяйственный институт, в 1985 году — Московский государственный агроинженерный университет имени В. П. Горячкина по подготовке инженеров для сельскохозяйственного производства.

## Награды
- Медаль «20 лет Независимости Туркменистана»[14]
- Памятный знак Туркменистана «Magtymguly Pyragynyň 300 ýyllygyna» (10 декабря 2024 года) — учитывая большой личный вклад в изучение в эру Возрождения новой эпохи могущественного государства творческого наследия туркменского поэта-классика Махтумкули Фраги и его популяризацию в мире, в воспитание подрастающего молодого поколения в духе почитания национальных ценностей, традиций и обычаев нашего народа, сформировавшихся на протяжении веков, в воспитание качеств патриотизма, высокой нравственности, трудолюбия, гуманизма, храбрости и мужества, а также по случаю 300-летия со дня рождения Махтумкули Фраги[15]
- Знак отличия «Искусный дипломат Туркменистана» (17 февраля 2025 года) — учитывая большие успехи в деле укрепления государственной независимости и нейтралитета, реализации внешнеполитического курса, развития отношений в политической, экономической, культурно-гуманитарной и других сферах, защиты государственных интересов Туркменистана, многолетнюю добросовестную и образцовую работу в дипломатической службе, а также по случаю Дня дипломатических работников Туркменистана[16]